# Actenodia discrepans
Actenodia discrepans es una especie de coleóptero de la familia Meloidae.

## Distribución geográfica
Habita en Transvaal en (Sudáfrica).